# Charles de Cumont
Charles Paul de Cumont (Elsene, 31 mei 1902 - Ukkel, 9 juni 1990) was een Belgisch militair en moderne vijfkamper.

## Levensloop
Cumont nam deel aan de Olympische Zomerspelen van 1928 te Amsterdam. Hij werd er 35e in de eindstand van de moderne vijfkamp. 
Hij was actief in het Belgisch leger, alwaar hij de rang van luitenant-generaal bereikte. Ook was hij van 1962 tot 1963 en van 1964 tot 1968 voorzitter van het Militair Comité van de NAVO. In 1961 liet hij het voorvoegsel 'de' toevoegen aan zijn achternaam en in maart 1963 ontving hij de titel van baron.